# Nicolás Lindley López
Nicolás Eduardo Lindley López (Lima, 16 de novembro de 1908 — Lima, 3 de maio de 1995) foi um militar, político e presidente do Peru de 3 de março de 1963 a 28 de julho de 1963.
Entre 1964 e 1975 Lindley foi embaixador do Peru em Espanha. Retirou-se depois da política e da vida militar, tendo regressado ao Peru, onde viveu até à sua morte aos 86 anos.